# Lucjan (Pantelić)
Lucjan, imię świeckie Vojislav Pantelić (ur. 1950) – serbski biskup prawosławny.

## Życiorys
Ukończył studia prawnicze oraz teologiczne na Uniwersytecie Belgradzkim. W 1979 złożył wieczyste śluby mnisze przed biskupem Sawą (Vukoviciem) w monasterze Divostina. Dwa lata później w monaster św. Melanii w Zrenjaninie został wyświęcony na hieromnicha przez tego samego hierarchę. W 1984 został wyświęcony na biskupa slawońskiego. Jako konsekratorzy w chirotonii wzięli udział patriarcha serbski German, biskup šumadijski Sawa (Vuković) oraz biskup niski Ireneusz (Gavrilović). Slawonię musiał opuścić w związku z rozpadem Jugosławii i wynikłymi z niego działaniami wojennymi.
Od 1996 kieruje strukturami Serbskiego Kościoła Prawosławnego na terytorium Węgier.